# Marsilio Torelli
Marsilio Torelli (Montechiarugolo, ... – Chieti, 15 agosto 1489) fu conte di Montechiarugolo.

## Biografia

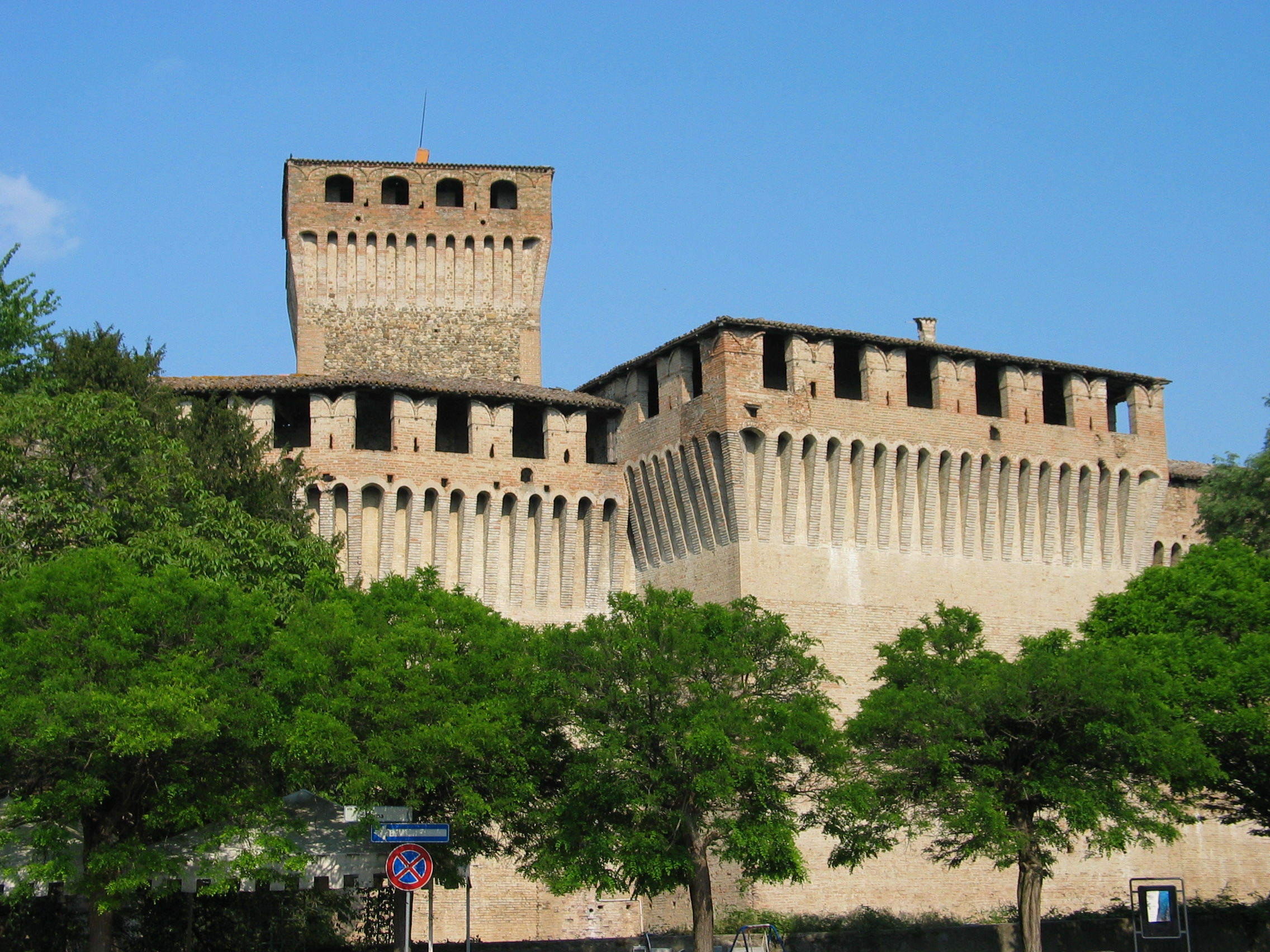
Montechiarugolo, il castello dei Torelli

Marsilio era il figlio secondogenito di Cristoforo, conte di Guastalla e Montechiarugolo, e della nobile Taddea Pio.
Alla morte del padre, succedette al feudo paterno il fratello maggiore Marcantonio. Egli aveva intrapreso la carriera ecclesiastica ed era stato nominato protonotaro apostolico, ma quando il fratello era improvvisamente deceduto senza eredi, lasciò l'abito talare per ottenere il possesso della contea di Montechiarugolo, assicurando il beneficio ecclesiastico al fratello terzogenito Guido.
Intrapresa la carriera delle armi, servì gli Sforza negli scontri con i Rossi e i veneziani e in particolare nella famosa congiura dei baroni del Regno di Napoli, dove partecipò con 1800 cavalli e 2000 fanti.
Con l'intento di assicurare la successione al trono della piccola contea, sposò Paola Secco d'Aragona, figlia del conte Francesco Secco e di Caterina Gonzaga. Il padre di Paola era stato un condottiero valente e stimato che aveva partecipato alla battaglia di Fornovo e morì poi a Vicopisano nel 1496, servendo i fiorentini nella loro guerra contro i pisani.
Morì a Chieti il 15 agosto 1489.

## Discendenza
Marsilio e Paola ebbero quattro figli:
- Cristoforo
- Francesco
- Orsina
- Barbara.

## Ascendenza
|                      |               |                       | Genitori                  |  |  | Nonni |  |  | Bisnonni          |  |  | Trisnonni       |  |
|                      |               |                       |                           |  |  |       |  |  | Marsiglio Torelli |  |  | Guido I Torelli |  |
|                      |               |                       |                           |  |  |       |  |  | Marsiglio Torelli |  |  | Guido I Torelli |  |
|                      |               | Eleonora Gonzaga      |                           |  |  |       |  |  | Marsiglio Torelli |  |  |                 |  |
| Guido Torelli        |               |                       |                           |  |  |       |  |  | Marsiglio Torelli |  |  |                 |  |
|                      |               | Elena d'Arco          | Niccolò d'Arco            |  |  |       |  |  |                   |  |  |                 |  |
|                      |               | Elena d'Arco          | Niccolò d'Arco            |  |  |       |  |  |                   |  |  |                 |  |
|                      |               | Elena d'Arco          | Beatrice di Castelbarco   |  |  |       |  |  |                   |  |  |                 |  |
| Cristoforo I Torelli |               | Elena d'Arco          |                           |  |  |       |  |  |                   |  |  |                 |  |
|                      |               | Antonio Visconti      | Vercellino Visconti       |  |  |       |  |  |                   |  |  |                 |  |
|                      |               | Antonio Visconti      | Vercellino Visconti       |  |  |       |  |  |                   |  |  |                 |  |
|                      |               | Antonio Visconti      | Margherita della Pusterla |  |  |       |  |  |                   |  |  |                 |  |
| Orsina Visconti      |               | Antonio Visconti      |                           |  |  |       |  |  |                   |  |  |                 |  |
|                      |               | Anastasia Carcano     | Giovanni Carcano          |  |  |       |  |  |                   |  |  |                 |  |
|                      |               | Anastasia Carcano     | Giovanni Carcano          |  |  |       |  |  |                   |  |  |                 |  |
|                      |               | Anastasia Carcano     | …                         |  |  |       |  |  |                   |  |  |                 |  |
| Marsilio Torelli     |               | Anastasia Carcano     |                           |  |  |       |  |  |                   |  |  |                 |  |
|                      | Giberto I Pio | Galasso I Pio         |                           |  |  |       |  |  |                   |  |  |                 |  |
|                      | Giberto I Pio | Galasso I Pio         |                           |  |  |       |  |  |                   |  |  |                 |  |
|                      | Giberto I Pio | Beatrice da Correggio |                           |  |  |       |  |  |                   |  |  |                 |  |
| Marco I Pio          | Giberto I Pio |                       |                           |  |  |       |  |  |                   |  |  |                 |  |
|                      |               | Bianca Casati         | Ramengo Casati            |  |  |       |  |  |                   |  |  |                 |  |
|                      |               | Bianca Casati         | Ramengo Casati            |  |  |       |  |  |                   |  |  |                 |  |
|                      |               | Bianca Casati         | …                         |  |  |       |  |  |                   |  |  |                 |  |
| Taddea Pio           |               | Bianca Casati         |                           |  |  |       |  |  |                   |  |  |                 |  |
|                      |               | Cabrino de' Roberti   | Filippo de' Roberti       |  |  |       |  |  |                   |  |  |                 |  |
|                      |               | Cabrino de' Roberti   | Filippo de' Roberti       |  |  |       |  |  |                   |  |  |                 |  |
|                      |               | Cabrino de' Roberti   | …                         |  |  |       |  |  |                   |  |  |                 |  |
| Taddea de' Roberti   |               | Cabrino de' Roberti   |                           |  |  |       |  |  |                   |  |  |                 |  |
|                      |               | Margherita del Sale   | …                         |  |  |       |  |  |                   |  |  |                 |  |
|                      |               | Margherita del Sale   | …                         |  |  |       |  |  |                   |  |  |                 |  |
|                      |               | Margherita del Sale   | …                         |  |  |       |  |  |                   |  |  |                 |  |
|                      |               | Margherita del Sale   |                           |  |  |       |  |  |                   |  |  |                 |  |